# Psydrax gilletii
Psydrax gilletii là một loài thực vật có hoa trong họ Thiến thảo. Loài này được (De Wild.) Bridson miêu tả khoa học đầu tiên năm 1985.